# Nadleśnictwo Żmigród
Nadleśnictwo Żmigród – jednostka organizacyjna Lasów Państwowych podległa Regionalnej Dyrekcji Lasów Państwowych we Wrocławiu. Siedziba nadleśnictwa znajduje się w Żmigrodzie, w powiecie trzebnickim, w województwie dolnośląskim.
Nadleśnictwo obejmuje część powiatów trzebnickiego i milickiego.

## Historia
Nadleśnictwo Żmigród powstało 1945. 1 maja 1945 powołany został pierwszy nadleśniczy Tadeusz Ospieszyński, który zorganizował jednostkę. Początkowo jej biura mieściły w budynku obecnego Urzędu Miasta i Gminy Żmigród, następnie przeniesione zostały do Żmigródka.
1 października 1947 z nadleśnictwa Żmigród wyodrębniono nadleśnictwo Niezgoda. Kolejnej zmiany granic dokonano w 1957, gdy do nadleśnictwa Załęcze przekazano leśnictwo Chodlewo, a włączono leśnictwa Wilkowo, Niezgoda i Ruda Żmigrodzka z nadleśnictwa Sułów oraz leśnictwo Prusice z nadleśnictwa Oborniki Śląskie. 31 grudnia 1976 zlikwidowano nadleśnictwo Sułów, którego lasy częściowo przyłączono do nadleśnictwa Żmigród. 1 stycznia 1980 do nadleśnictwa Góra Śląska przekazano tereny leżące w nowym województwie poznańskim.
W 1994 nadleśnictwo zakupiło zrujnowany budynek przy ul. Parkowej w Żmigrodzie, który po remoncie został nowa siedzibą jednostki.

### Nadleśniczowie
- Tadeusz Ospieszyński (1945-1950)
- Tadeusz Stolarczyk (1951-1961)
- Edward Bartol (1961-1972)
- Jerzy Kuczyński (1972-1977)
- Stefan Wojciechowski (1977-1990)
- p.o. Bogumił Kopras (1990-1991)
- Jan Serniak (1991-2006)
- p.o. Bogumił Kopras (2006-2008)
- p.o. Janusz Łabuda (2008)
- p.o. Przemysław Wroński (2008-2009)
- Przemysław Wroński (2009-2013)
- Marcin Majewski (2013-?)
- Mariusz Świerczek[2]

## Ochrona przyrody
Na terenie nadleśnictwa znajdują się trzy rezerwaty przyrody:
- Olszyny Niezgodzkie
- Radziądz
- Stawy Milickie.

## Drzewostany
Typy siedliskowe lasów nadleśnictwa (z ich udziałem procentowym):
- lasy 52%
- bory 43%
- olsy 5%

Gatunki lasotwórcze lasów nadleśnictwa (z ich procentowym udziałem powierzchniowym):
- sosna, modrzew 65%
- dąb 14%
- olcha 14%
- brzoza 3%
- świerk 2%
- jesion 1%
- buk 1%

Przeciętna zasobność drzewostanów nadleśnictwa wynosi ponad 250 m³/ha, a przeciętny wiek 54 lata.